# Spoorlijn Remscheid Hauptbahnhof - Remscheid-Bliedinghausen
De spoorlijn Remscheid Hbf - Remscheid-Bliedinghausen is een Duitse spoorlijn tussen Remscheid Hbf en Remscheid-Bliedinghausen. De lijn is als spoorlijn 2706 onder beheer van DB Netze.

## Geschiedenis
Het traject werd door de Preußische Staatseisenbahnen geopend op 15 juli 1896

## Treindiensten
De lijn is alleen in gebruik voor goederenvervoer.

## Aansluitingen
In de volgende plaats is er een aansluiting op de volgende spoorlijnen:
Remscheid Hauptbahnhof
DB 2705, spoorlijn tussen Remscheid-Lennep en Remscheid-Hasten
DB 2675, spoorlijn tussen Solingen en Remscheid